# Rougemont (quartier)
Pour les articles homonymes, voir Rougemont.
Rougemont est un quartier de la ville de Sevran. Le nom du quartier vient de l’ancienne ferme qui occupait autrefois le site. Il compte près de 5 722 habitants en 2018.

## Histoire

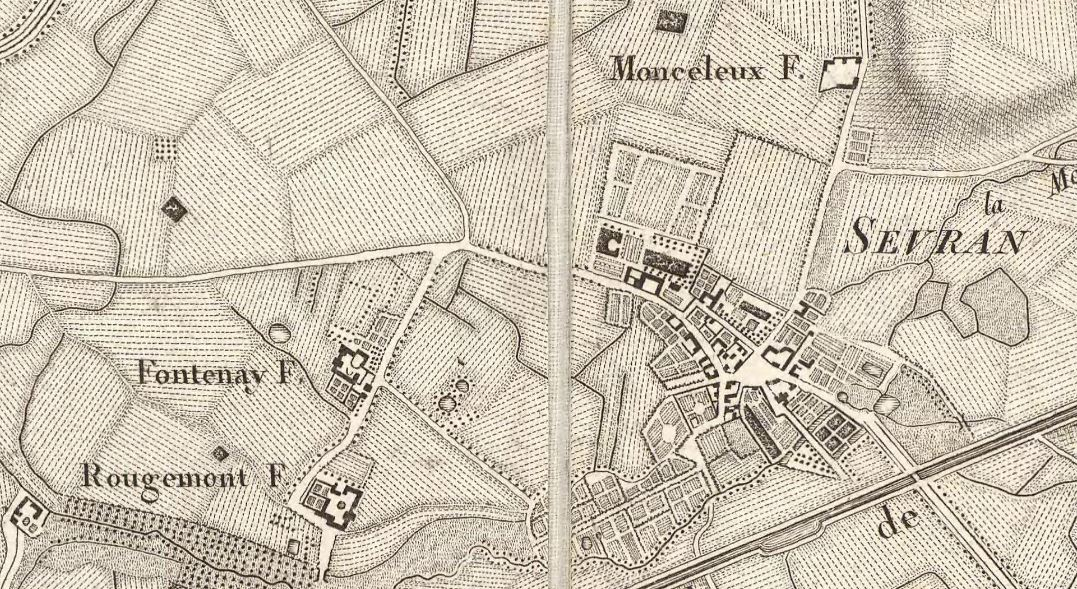
Ferme de Rougemont, sur la carte des Chasses du Roi.

La ferme de Rougemont, de fondation très ancienne, était entre les mains des lazaristes qui l'agrandirent au fil des ans, notamment au cours des siècles. 
D'après un état des archives de la congrégation concernant Saint-Vincent de Paul et la ferme de Rougemont il est indiqué que "par le contrat d'union du clos Saint-Lazare à la congrégation de la mission, Adrien Le Bon se réserve - sa vie durant - la ferme de Rougemont qui en dépendait". Ce contrat d'union du Prieuré de St Lazare à la congrégation de la mission eut lieu le 7 janvier 1632, approuvé par l'archevêque de Paris le 31 décembre suivant. Dans ce même état figure la donation faite par Adrien le Bon alors prieur de Saint-Lazare, à Saint-Vincent de Paul, le 11 février 1645 "de la ferme de Rougemont située dans la forêt de Bondy et comprenant une grande étendue de bois et de terres cultivées". Saint-Vincent rendra encore plus productif son domaine pour nourrir les plus pauvres, il s'y intéressera toute sa vie. 
Parmi les fermiers successifs nous notons Jean Rousseau (1632) et Thomas Maheux, fermier sous Saint-Vincent de Paul.  
Au décès de Saint-Vincent de Paul, le 27 septembre 1660, ces Messieurs de Saint-Lazare continueront l'exploitation du domaine jusqu'à la Révolution où il est vendu en 1793 comme bien national à un sieur Margueray agissant pour le compte de François Coulmier, ex-abbé, ex-député de l'Assemblée constituante. 
Ensuite, propriété d'un sieur Jean Hautefeuille, il est acquis le 27 juillet 1804 par Guillaume Jean Porché, ancêtre de Eugène Anatole Porché, maire de Sevran, de 1871 à 1884. La ferme fut un poste stratégique pendant la Grande Guerre, nous la nommions alors "Ferme David" en fonction du fermier de l'époque. Passant ensuite entre plusieurs mains, les derniers propriétaires en sont Monsieur et Madame Boulanger. Madame Boulanger, devenue veuve, le lègue à l'Assistance Publique par testament, le 19 avril 1940. Exploitée jusque dans les années soixante, en 1964 il est question de créer une ZUP sur les communes de Sevran, Villepinte, Aulnay-sous Bois et le 6 mars 1966 les bulldozers sont aux portes de la ferme. Un nouveau quartier naquit, nommé Rougemont.  
Entre 1960 et 1974, 2 000 logements furent construits ainsi que des équipements comme l'hôpital René-Muret-Bigottini. Le quartier compte 6 634 habitants. Le collège Paul-Painlevé est dévolu aux élèves de ce quartier.
Anciennement une zone urbaine sensible, Rougemont devient un quartier prioritaire en 2015. Avec 5 722 habitants en 2018, il présente un taux de pauvreté de 42 %. Il considéré d'intérêt régional par l'agence nationale pour la rénovation urbaine dans le cadre de projets de réhabilitations. 

## Infrastructures

### La Maison de Quartier
Depuis 2017, il existe une Maison de quartier municipale située au 8 quinquies rue Pierre-Brossolette.
Elle propose plusieurs activités : 
- une halte-jeu pour les enfants de 0 à 6 ans,
- des cours de français pour adultes,
- un accompagnement à la scolarité destiné aux jeunes du primaire au lycée,
- des permanences concernant  la CAF, la sécurité sociale et l'aide aux étrangers,
- des sorties en famille,
- des activités sportives et culturelles pour les jeunes,
- des cours de couture, de sport, de danse, de cuisine, etc.

Elle organise également  des évènements comme la fête de quartier, la fête de la soupe, la fête de la femme.

## Personnalités liées au quartier
- Serge Aurier, ancien footballeur ivoirien ayant évolué notamment au Paris Saint Germain ou au Tottenham Hotspur Football Club a vécu dans ce quartier durant sa jeunesse ;
- Ixzo, un rappeur français originaire de ce quartier. Il est notamment connu pour son featuring avec le rappeur roubaisien Gradur sur le titre On est pas tout seul[4].
- Kaaris, un rappeur français originaire de ce quartier ;
- Kalash Criminel, un rappeur français originaire de ce quartier ;
- Cheick Kongo, un combattant français de MMA originaire de ce quartier, combattant anciennement à l'UFC, il est actuellement sous contrat avec Bellator MMA.
- Teddy Tamgho, un athlète français.

## Voies de communication
Le quartier est desservi par les bus 605 du réseau de bus Marne et Brie et 607 et 618 du réseau de bus Terres d'Envol. Il y a également la ligne 4 du tramway d'Île-de-France.

## Toponymie
Le nom de Rougemont a été emprunté par de nombreux élements des environs: Ainsi la station de tramway Rougemont - Chanteloup, la rue de Rougemont, la sente de Rougemont et la chapelle Saint-Vincent-de-Paul de Rougemont de Sevran.